# Sondrio Calcio
La Nuova Sondrio Calcio S.S.D. a r.l., meglio noto come Sondrio, è una società calcistica italiana con sede nella città di Sondrio.
Fondata nel 1932 con la denominazione Sondrio Sportiva (previa fusione di due preesistenti sodalizi), vanta quale maggior risultato della propria storia tre partecipazioni al campionato di Serie C nell'immediato secondo dopoguerra: ha perlopiù militato nelle divisioni dilettantistiche a carattere regionale e interregionale. In termini di tradizione sportiva è il maggior consorzio calcistico della Valtellina.
Rifondata nel 2021 per subentrare al Sondrio Calcio (che dopo aver disputato la Serie D 2019-2020 aveva cessato le attività per il disimpegno della proprietà), dalla stagione 2024-25 milita nel campionato di Serie D, quarto livello del sistema calcistico italiano.

## Storia

### Dalle origini agli anni quaranta
Nel 1932 il podestà di Sondrio Spartaco Gunella, obbedendo alle direttive governative in materia di società sportive (che sollecitavano l'accorpamento delle molteplici realtà basate in un singolo comune), decretò la fusione di Unione Sportiva Sondrio e Sport Club Sondrio, ovvero i due club che fino ad allora avevano portato avanti la pratica calcistica nel capoluogo valtellinese. Nacque così la Sondrio Sportiva, il cui campo di gioco venne ricavato presso piazzale Attilio Valgoi, nell'adiacenza della civica Casa del Balilla.
Il nuovo sodalizio venne subito affiliato alla FIGC, dando così inizio alla propria tradizione sportiva: inquadrato nel Direttorio Regionale Lombardo del campionato di Terza Divisione 1932-1933, il Sondrio chiuse la stagione d'esordio con un quinto posto finale nel girone N. 
A dispetto di tale buon risultato, già nel 1933 le attività subirono una battuta d'arresto: il mancato accordo per l'usufrutto del campo sportivo fece sì che fino al 1936 il club rimanesse quiescente, senza però perdere l'affiliazione federale. L'attività agonistica riprese nel 1936-1937 con la ripartenza dal campionato di Seconda Divisione Lombarda, chiuso al quarto posto nel girone A. Nelle tre stagioni successive il Sondrio arrivò sempre nelle posizioni di testa, chiudendo dapprima al sesto posto nel girone E, per poi raggiungere due terzi posti consecutivi nel 1939 e nel 1940.

### Gli anni quaranta

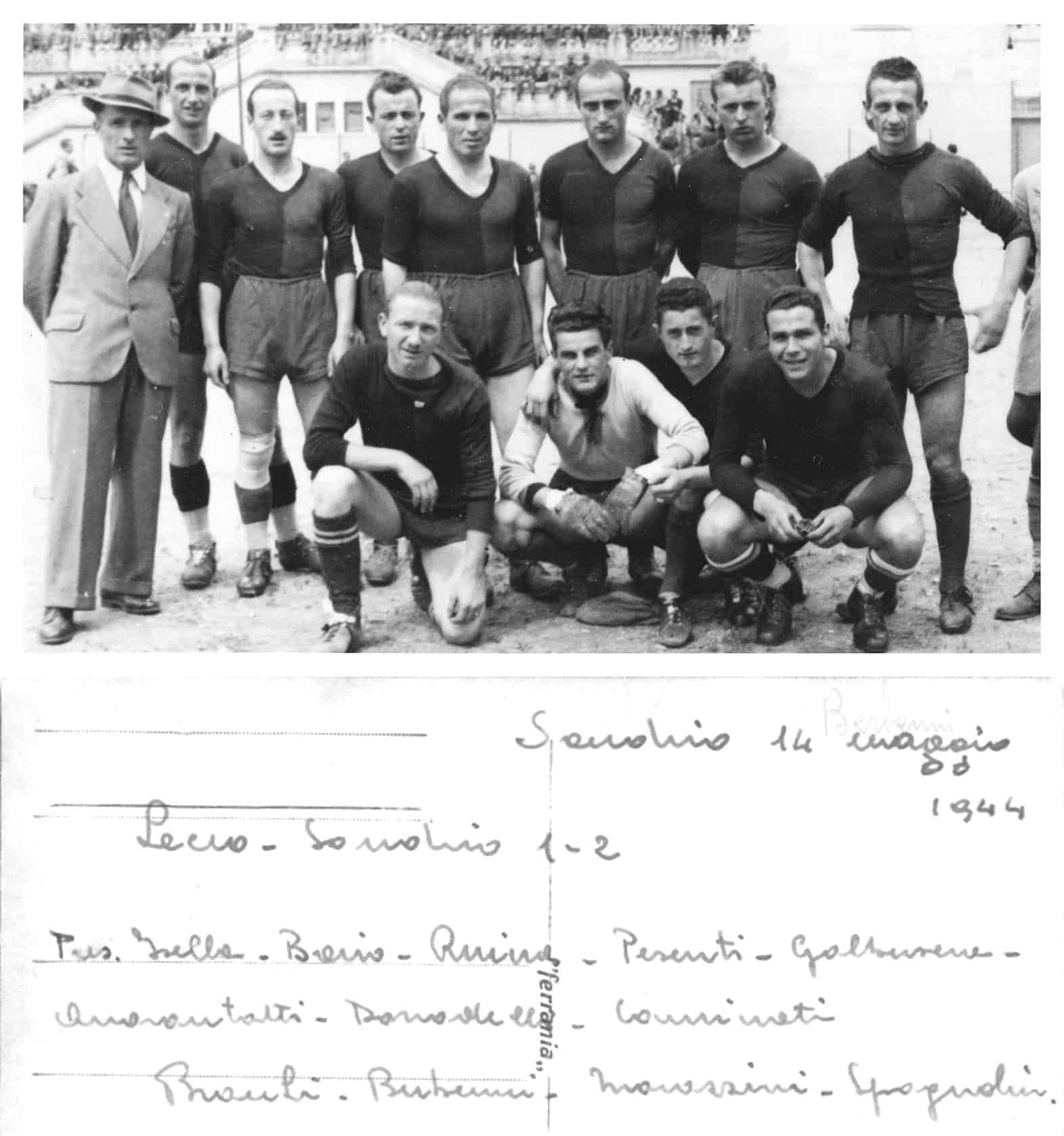
Sondrio-Lecco 2-1 14 maggio 1944 Presidente Isella, Bario, Ruina, Pesenti, Galbusera, Quarantotti, Donadelli, Carminati, Bracchi, Berbenni, Marazzini, Spagnolin

Nel 1940, la FIGC accolse la richiesta di ammissione in Prima Divisione presentata dalla società azzurra, che poté quindi salire di categoria.
Il debutto in Prima Divisione lombarda si rivelò positivo: nel 1940-1941 il Sondrio fu infatti secondo nel girone F, poi quinto nel girone C del campionato successivo. Nell stagione 1942-1943 gli azzurri arrivarono nuovamente al secondo posto, qualificandosi al girone finale per il titolo lombardo di categoria. Nel girone A il Sondrio raggiunse il primo posto a pari merito con la Innocenti e, nonostante il mancato approdo in finale per il titolo seguito della sconfitta per 3-0 nella partita di spareggio, gli azzurri guadagnarono sul campo la promozione in Serie C. Sempre nel 1943, l'inasprirsi della seconda guerra mondiale costrinse a una nuova interruzione delle attività.
All'inizio della stagione 1943-1944 (disputata tra gennaio e luglio 1944) la squadra partecipò al "Torneo Misto" indetto dal Direttorio II Zona (Lombardia), incontrando tra le altre il Lecco. Nel 1945 alla ripartenza dei campionati il Sondrio, che aveva acquisito il diritto di iscriversi in Serie C quale finalista per il titolo regionale lombardo 1942-1943, venne inserito dalla FIGC nei quadri della Serie C. 
Inizialmente i biancazzurri (tali erano divenuti i colori sociali) seppero dimostrarsi all'altezza della categoria ottenuta, raggiungendo il punto massimo nella storia sociale nell'annata 1946-1947 con il quarto posto il girone E. Il risultato fu però estemporaneo: già nel 1948 il Sondrio retrocedette in Promozione e nel 1949, in seguito a tre rinunce a scendere in campo, venne estromesso dal campionato, venendo in seguito reintegrato in Prima Divisione.
Il campionato 1949-1950 vide il Sondrio, guidato dall'allenatore-giocatore Egidio Capra e dal capitano Carluccio Redaelli, vincere il girone M della Prima Divisione e riguadagnare la Promozione. Gli azzurri (all'epoca presieduti da Arturo Schena) dominarono il campionato segnando 90 reti a fronte di 25 subìte.

### Gli anni cinquanta
Nelle due stagioni successive il Sondrio collezionò due settimi posti consecutivi; allorché nel 1952 la Promozione venne declassata a lega regionale, gli azzurri chiusero il loro girone al sesto posto, dopo aver lungamente lottato per l'accesso alla IV Serie.
Nella stagione 1957-1958 il presidente Giovanni Rigamonti mise a disposizione dell'allenatore Aldo Ducceschi (proveniente dalla Pro Sesto) una rosa d'alto livello, che riuscì infine a vincere il proprio raggruppamento e a salire in IV Serie: i due giocatori più rappresentativi furono l'attaccante Dell'Oro (autore di 24 reti) e il capitano Della Franca.
La prima stagione in IV Serie per il Sondrio si concluse con un buon settimo posto nel girone B e l'ammissione nella nuova Serie D voluta dalla Lega Semiprofessionisti.

### Gli anni sessanta
Nella stagione 1960-1961 i biancazzurri conquistarono la terza piazza in Serie D; nella stagione successiva, pur beneficiando delle 14 reti di Fusé e delle buone prestazioni del giovanissimo Riccardo Innocenti, giunse un ottavo posto. Frattanto nel 1960 era stato inaugurato in località La Castellina il nuovo stadio polifunzionale di proprietà della sezione locale del CONI: il Sondrio aveva così potuto lasciare il vecchio campo di piazzale Valgoi.
Un campionato molto controverso per i biancazzurri fu quello di Serie D 1963-1964: essendo giunti sedicesimi e penultimi nel proprio girone retrocedettero sul campo, ma vennero subito ripescati a completamento organici. Nella stagione successiva la panchina venne affidata ad Angelo Franzosi, che dopo una salvezza ottenuta all'ultima giornata non seppe evitare la retrocessione in Prima Categoria Lombarda al termine della stagione 1965-1966, dopo la quale venne esonerato.
Nel campionato di Prima Categoria 1967-1968 i valtellinesi, allenati da Nascimbeni, retrocedettero sul campo in Seconda Categoria, ma vennero successivamente ripescati dalla FIGC: contestualmente la società passò dalle mani di Erminio Panella a quelle del nuovo presidente Bruno Galimberti.

### Gli anni settanta
Seguirono alcuni campionati senza acuti in Prima Categoria, dopodiché nella stagione 1972-1973 la gestione di Carlo Annovazzi condusse i biancazzurri al quattordicesimo posto finale nel loro girone; la retrocessione sul campo venne però nuovamente neutralizzata dalla FIGC, che decretò un nuovo ripescaggio per completare gli organici.
Dal campionato successivo, poi, con Orazio Rancati allenatore-giocatore, arrivarono prima un quinto posto finale e un terzo posto nella stagione 1974-1975, e poi nella stagione 1975-1976 grazie a un ottimo girone di ritorno, il Sondrio centrò il primo posto nel suo girone a pari punti con il Cesano Maderno ma il 30 maggio 1976, durante l'incontro per lo spareggio-promozione i biancazzurri persero per 3 a 1 sul campo di Lecco e videro sfumare il salto di categoria.
L'undici sondriese, però, non si diede per vinto e nel 1977 chiuse con un buon quinto posto, rimandando il salto in Promozione nella stagione 1977-1978 vincendo il girone C e approdando in Promozione con sette punti di vantaggio sul Canzo. I protagonisti di quell'annata erano il capocannoniere Cesare Del Gener, andato a segno 17 volte e il presidente Giacomo Frigerio, mentre in campo i giocatori più prolifici furono: Enzo Tognini, Giordano Bruseghini, Claudio Giussani e il brianzolo Alcide Molteni che poi diventerà sindaco di Sondrio.
Le prime due stagioni del ritorno in Promozione, per il Sondrio furono molto positive terminando per due volte consecutive in terza posizione.

### Gli anni ottanta
Il nuovo salto di categoria nel campionato Interregionale arrivò puntuale nella stagione 1980-1981 sempre con Orazio Rancati in panchina e con le prodezze del bomber Del Gener che segnò 14 gol portando la società del neo-presidente Enrico Rebai al primo posto nel girone A. Tra i giocatori che poi avranno una carriera anche tra i professionisti ci fu il giovane portiere Paolo Bordoni.
Dopo tre salvezze consecutive, nel campionato Interregionale, nella stagione 1984-1985, l'undici biancazzurro ridenominatosi Hard Sondrio Calcio e con il verde-bianco-azzurro come colore sociale si salvò all'ultima giornata vincendo lo spareggio contro la Gallaratese davanti allo stadio Coni Castellina tutto esaurito vlncendo per 2 a 0 grazie alle reti di Ezio Tognini e Marco Pedretti.
Nel campionato successivo, però, per il Sondrio cominciò una nuova discesa agli inferi culminata con la conclusione nel girone B in quindicesima posizione e con la relativa retrocessione in Promozione. Anche nel campionato 1986-87 i verde-bianco-azzurri subirono una nuova retrocessione con un quindicesimo posto finale nel girone B di Promozione e tradito dalla classifica avulsa a causa degli scontri diretti sfavorevoli nei confronti del Morbegno. Al termine di questa stagione, lasciò la panchina sondriese dopo tredici stagioni e dopo un quarto posto in Prima Categoria nel 1988, il Sondrio, allenato da Francesco Maraschi e guidato dal presidente Luigi Mescia, tornò in Promozione vincendo a Lecco lo spareggio contro la Galbiatese ai calci di rigore per 5-3.

### Gli anni novanta
Dopo un decimo e un nono posto in Promozione, a cavallo tra il 1989 e il 1991, alla fine della stagione 1990-1991 il Sondrio venne ammesso nella nuova Eccellenza dove però militò per appena una stagione retrocedendo in Promozione a seguito di un sedicesimo posto finale causato da una grave crisi societaria che portò l'ex presidente Enrico Rebai ad essere affiancato dal giovane imprenditore edile Oriano Mostacchi; nel mentre sul campo mister Maraschi raccoglieva magri risultati.
Nella stagione 1992-1993, la società cambiò denominazione in Sondrio Calcio e tornò al bianco-azzurro come colore sociale. Sul campo, la squadra chiuse all'ottavo posto il campionato di Promozione; un anno dopo, con l'uscita di scena di Rebai e l'insediamento di Mostacchi alla presidenza, la squadra andò più volte a sfiorare la promozione in Eccellenza, mantenendosi sempre tra le posizioni di testa sfumando più volte il salto di categoria: prima con Francesco Maraschi che nel 1994 chiuse al quarto posto a quattro punti dalla prima posizione, poi col duo Ambrosini-Chistolini che chiuse in quinta posizione e infine nel campionato 1995-96 con Cesare Cattaneo esonerato e sostituito a cinque giornate dal termine della stagione da Giuseppe Marozzi che portò i bianco-azzurri al settimo posto.
Altri tentativi di promozione in Eccellenza, e sfumati nelle giornate finali di campionato ci furono nel 1996-97 e nel 1997-1998 con Renzo Gobbo in panchina dove nella sua prima stagione la squadra rimase in vetta fino alla settima giornata di ritorno, per poi crollare e chiudere settima e con un secondo posto finale maturato a seguito della sconfitta contro il Sagnino nelle battute finali. Nel 1998, Gobbo lasciò la panchina sondriese e la guida tecnica venne affidata a Roberto Arrigoni che però non andò oltre il quinto posto.

### Gli anni duemila
La promozione in Eccellenza arrivò al termine del campionato 2000-2001, a dieci anni di distanza dalla sua ultima partecipazione, dove il Sondrio con Roberto Arrigoni in panchina vinse il girone al termine di uno spareggio contro la Concorezzese vinto per 3 a 1 grazie alla doppietta da Aloisio e al gol di Codazzi.
La permanenza in Eccellenza però durò solo per una stagione, ché il quattordicesimo piazzamento nel girone B costò l'immediata ridiscesa in Promozione, la quale venne subito compensata con una nuova promozione in Eccellenza grazie ad un primo posto nel girone B, sempre con Roberto Arrigoni in panchina.
Il ritorno in Eccellenza del Sondrio fu positivo, con un decimo posto finale maturato al termine della stagione 2003-2004 sempre con Arrigoni in panchina, poi nel 2005 con l'avvento di Flavio Ambrosini i biancazzurri conquistarono l'accesso ai play-off per la promozione in Serie D ma il sogno si fermò in semifinale dopo la sconfitta rimediata con la Tritium.
Nel campionato di Eccellenza Lombardia 2005-2006 in cui l'undici allenato da Ambrosini si salvò in extremis grazie a un successo esterno sul Base '96 e un undicesimo posto finale. Al termine della stagione, con l'arrivo di Gilberto Del Nero, il Sondrio prima di salvarsi all'ultima giornata dopo aver vinto i play-out contro il Città di Meda andò una volta a sfiorare la promozione in Serie D prima nella stagione 2007-2008 dove il sogno promozione sfumò il 10 maggio 2008, per una sconfitta per 2-1 ai supplementari sul campo del Ponte San Pietro.

### Gli anni duemiladieci
Nelle stagioni successive, gli azzurri arrivarono a salvezze tranquille e ad una salvezza ai play-out sempre contro il Città di Meda nel 2010 vincendo prima per 2-0 in casa e poi in trasferta col risultato di 1-0.
Al termine del campionato di Eccellenza Lombardia 2013-2014, il Sondrio, arrivato secondo nel suo girone si giocò l'accesso alla Serie D nei play-off nazionali perdendo contro lo Sporting Bellinzago; le varie rinunce all'iscrizione fecero però sì che all'inizio della stagione di Serie D 2014-2015 gli azzurri furono ammessi in sovrannumero dal CONI alla quarta serie (ritornandoci dopo 28 anni di assenza). Tale campionato si concluse con la salvezza.
Nella stagione 2015-2016 viene inserita ancora nel girone B, insieme a squadre dal passato glorioso come Monza e Piacenza; il campionato viene però trascorso costantemente nelle retrovie e si risolve nell'ultimo posto, con conseguente retrocessione in Eccellenza.
Dopo una stagione 2016-2017 interlocutoria, nel 2017-2018 il Sondrio si ripropone al vertice della massima categoria regionale e il 15 aprile 2018 ri-ottiene matematicamente la promozione in Serie D. Il successivo campionato vede gli azzurri attestarsi su un buon livello di rendimento e posizionarsi nella parte medio-alta della classifica del girone B: il settimo posto finale (con salvezza matematica conseguita un mese prima della fine della regular season) costituisce il miglior risultato del calcio valtellinese dal 1982.
Anche nel 2019-2020 il Sondrio centra la salvezza in quarta serie, nella stagione chiusa anzitempo a seguito dello scoppio della pandemia di COVID-19. Nell'estate 2020 il presidente Oriano Mostacchi, che già da qualche tempo stava ragionando sul suo disimpegno, si risolve a "passare la mano" dopo 26 anni consecutivi di governance: pur avendo egli pre-iscritto la società alla successiva annata agonistica le trattative per la cessione non producono alcunché di concreto (anche per il rifiuto categorico di permettere la migrazione in altro comune del titolo sportivo), sicché il 28 agosto il club tri-stellato annuncia pubblicamente la rinuncia alla categoria e la cessazione dell'attività.

### Gli anni duemilaventi
Dopo un anno di quiescenza, nel maggio 2021 Mostacchi si accorda per la cessione di tutti gli asset societari all'imprenditore Michele Rigamonti, che dà continuità alla tradizione sportiva cittadina attraverso la newco Nuova Sondrio Calcio Società Sportiva Dilettantistica a r.l., che a seguito di delibera favorevole della Lega Nazionale Dilettanti s'iscrive al campionato lombardo di Promozione. Dopo un primo anno interlocutorio, nelle due stagioni successive il Sondrio ottiene una doppia promozione, vincendo, nella stagione 2022-2023, il girone B della Promozione Lombardia e, nella stagione 2023-2024, il girone B dell'Eccellenza Lombardia, riportando il nome di Sondrio in Serie D dopo quattro anni.

## Colori e simboli

### Colori
| Periodo   | Colori e denominazione             |
| --------- | ---------------------------------- |
| 1932-1933 | Sondrio Sportiva                   |
| 1936-1943 | Sondrio Sportiva                   |
| 1943-1985 | Sondrio Sportiva                   |
| 1985-1989 | Hard Sondrio Calcio S.r.l.         |
| 1989-1993 | Hard Sondrio Calcio S.r.l.         |
| 1993-2010 | Sondrio Calcio S.r.l.              |
| 2010-2020 | Sondrio Calcio S.r.l.              |
| 2021-     | Nuova Sondrio Calcio S.S.D. a r.l. |

Tradizionalmente i colori sociali del Sondrio sono l'azzurro e il bianco.
Durante la stagione di esordio, fino all'interruzione dell'attività per mancanza di campo sportivo, la squadra giocò in maglia gialla. Alla ripresa dell'attività agonistica, nella stagione 1936-1937, il Sondrio abbandonò il colore giallo in favore dell'azzurro, che ancora oggi caratterizza la squadra.

## Allenatori e presidenti
Di seguito l'elenco degli allenatori e dei presidenti del Sondrio Calcio, dall'anno di fondazione ad oggi.
- 1932-1933  ...
- 1933-1936 Inattiva
- 1936-1937  ...
- 1937-1938  Feliziani[16]
- 1938-1939  Silvio Stritzel
- 1939-1940  ...
- 1940-1941  Galasio[17]
- 1941-1943  ...
- 1943-1944  Emilio Agradi
- 1944-1945 Inattiva
- 1945-1947  ...
- 1947-1948  Pietro Bario[18]
- 1948-1949  ...
- 1949-1951  Egidio Capra
- 1951-1952  Gian Attilio Bertoli (1ª-4ª)[19]
 Egidio Capra (5ª-34ª)
- 1952-1953  Egidio Capra
- 1953-1955  Giangiacomo Toccalli
- 1955-1956  Francesco Tagliani
- 1956-1957  ...
- 1957-1958  Aldo Ducceschi
- 1958-1963  ...
- 1963-1964  Giovanni Battista Fracassetti
- 1964-1965  Angelo Franzosi
- 1965-1966  Angelo Franzosi (1ª-16ª)
 ... (17ª-34ª)
- 1966-1967  ...
- 1967-1968  Nascimbeni
- 1968-1972  ...
- 1972-1973  Carlo Annovazzi
- 1973-1987  Orazio Rancati
- 1987-1994  Francesco Maraschi
- 1994-1995  Flavio Ambrosini e  Emilio Chistolini
- 1995-1996  Cesare Cattaneo (1ª-25ª)
 Giuseppe Marozzi (26ª-30ª)
- 1996-1998  Renzo Gobbo
- 1998-2004  Roberto Arrigoni
- 2004-2006  Flavio Ambrosini
- 2006-2013  Gilberto Del Nero
- 2013-2014  Paolo Bertani
- 2014-2015  Alberto Bertolini
- 2015-2016  Alberto Bertolini (1ª-24ª)[20]
 Raffaele Di Tillo (25ª-38ª)[21]
- 2016-2017  Paolo Bertani[22]
- 2017-2018  Luca Colombo[23]
- 2018-2020  Omar Nordi[24]
- 2020-2021 Inattiva
- 2021-2022  Luca Colombo (1ª-3ª)
 Elio Salinetti (4ª-12ª)
 Tiziano Togni (13ª)[N 1]
 Fabio Fraschetti (14ª-30ª)
- 2022-2023  Fabio Fraschetti
- 2023-2024  Fabio Fraschetti (1ª-19ª)
 Rubén Darío Bolzán (20ª-34ª)
- 2024-2025  Alessio Bifini (1ª-10ª)
 Tommaso Del Nero (11ª-17ª)[N 1]
 Marco Amelia (18ª-38ª)

- 1932-1933  Belisario Cantagalli
- 1933-1936 Inattiva
- 1936-1937  ...
- 1937-1939  Salvatore Ferruggia[25]
- 1939-1940  Bruno Patriarca[26]
- 1940-1942  Guglielmo Cattaneo[17]
- 1942-1944  Ercole Isella
- 1944-1945 Inattiva
- 1945-1947  ...
- 1947-1948  Luigi Galvalisi[N 2]
- 1948-1949  Ercole Isella[27]
- 1949-1951  Arturo Schena[28]
- 1951-1952  Bruno Aondio[N 2]
 Giovanni Battista Merizzi[29]
 Luigi Galvalisi[19]
- 1952-1953  Luigi Galvalisi
- 1953-1956  ...
- 1956-1957  Bruno Aondio
- 1957-1958  Giovanni Rigamonti
- 1958-1967  ...
- 1967-1968  Erminio Panella
- 1968-1969  Bruno Galimberti
- 1969-1977  ...
- 1977-1980  Giacomo Frigerio
- 1980-19??  Enrico Rebai
- 19??-1992  Luigi Mescia
- 1992-1994  Enrico Rebai
- 1994-2020  Oriano Mostacchi
- 2020-2021 Inattiva
- 2021-  Michele Rigamonti

Annotazioni
1. 1 2  Allenatore ad interim.
2. 1 2  Commissario straordinario.

## Calciatori

### Capitani
- 1932-1949  ...
- 1949-1950  Carluccio Redaelli[2]
- 1950-1957  ...
- 1957-1958  Della Franca[2]
- 1958-?  ...
- ?-2013  Marziano Poncetta[30]
- ?-2016  Michele Spaggiari[31]
- 2016-2019  Alex Della Cristina[32]
- 2019-2020  Cesare Ambrosini[33][34]
- 2021-2022  Mirco Speziale[35][36]
- 2022-2022  Davide Baltrigo[37]
- 2022-2023  Claudio Lamia[38]

## Palmarès

### Competizioni regionali
- Eccellenza: 2

2017-2018 (girone B), 2023-2024 (girone B)
- Promozione: 4

1980-1981 (girone A), 2000-2001 (girone B), 2002-2003 (girone B), 2022-2023 (girone B)
- Prima Divisione: 1

1949-1950 (girone M)
- Campionato Nazionale Dilettanti: 1

1957-1958 (girone B)
- Prima Categoria: 2

1977-1978 (girone C), 1988-1989 (girone E)

## Statistiche e record

### Partecipazione ai campionati nazionali
| Livello | Categoria                 | Partecipazioni | Debutto   | Ultima stagione | Totale |
| ------- | ------------------------- | -------------- | --------- | --------------- | ------ |
| 3º      | Serie C                   | 3              | 1945-1946 | 1947-1948       | 3      |
| 4º      | Promozione                | 3              | 1948-1949 | 1951-1952       | 17     |
| 4º      | Campionato Interregionale | 1              | 1958-1959 | 1958-1959       | 17     |
| 4º      | Serie D                   | 13             | 1959-1960 | 2025-2026       | 17     |
| 5º      | Campionato Interregionale | 5              | 1981-1982 | 1985-1986       | 5      |

### Partecipazione ai campionati regionali
| Livello | Categoria                       | Partecipazioni | Debutto   | Ultima stagione | Totale |
| ------- | ------------------------------- | -------------- | --------- | --------------- | ------ |
| 1º      | Prima Divisione                 | 4              | 1940-1941 | 1949-1950       | 33     |
| 1º      | Promozione                      | 5              | 1952-1953 | 1956-1957       | 33     |
| 1º      | Campionato Nazionale Dilettanti | 1              | 1957-1958 | 1957-1958       | 33     |
| 1º      | Prima Categoria                 | 1              | 1966-1967 | 1966-1967       | 33     |
| 1º      | Promozione                      | 6              | 1978-1979 | 1990-1991       | 33     |
| 1º      | Eccellenza                      | 16             | 1991-1992 | 2023-2024       | 33     |
| 2º      | Terza Divisione                 | 1              | 1932-1933 | 1932-1933       | 30     |
| 2º      | Seconda Divisione               | 4              | 1936-1937 | 1939-1940       | 30     |
| 2º      | Prima Categoria                 | 13             | 1967-1968 | 1988-1989       | 30     |
| 2º      | Promozione                      | 12             | 1992-1993 | 2022-2023       | 30     |

### Statistiche individuali
I primatisti di reti segnate in gare ufficiali con la maglia del Sondrio sono Michele Pedroli e Alex Della Cristina, autori di 116 goal a testa. Lo stesso Della Cristina detiene il record di presenze (oltre 300 in 14 anni di militanza in azzurro).

## Tifoseria

### Storia
Il tifo organizzato al seguito del Sondrio è gestito da due collettivi, il Grupp Sasèla, fondato nel 2015, e i Boys Sondrio, nati nel 2023.